# Óscar Muñoz (prêtre)
Pour un article plus général, voir Abus sexuels dans l'Église catholique au Chili.
Óscar Muñoz Toledo est un prêtre catholique chilien. Jugé coupable de viol d'abus sexuels à l'encontre de cinq mineurs, il est condamné à 15 ans de prison en 2022. 

## Biographie
Óscar Muñoz Toledo est ordonné prêtre le 3 juillet 2000 par le cardinal Francisco Javier Errázuriz Ossa. À partir de 2011, il est vice-chancelier puis chancelier de l’archidiocèse de Santiago du Chili. Dans le cadre de la lutte contre les abus sexuels au sein de l'église catholique chilienne Óscar Muñoz recevait les témoignages des victimes du prêtre Fernando Karadima. Or, de façon concomitante, il agressait sexuellement plusieurs de ses neveux mineurs.
En 2018, Óscar Muñoz est arrêté à Rancagua et placé en détention provisoire pour 180 jours le temps que l'enquête de la justice chilienne s'effectue.
En 2019, l'archevêché de Santiago indique que le pape François a renvoyé Óscar Muñoz de l'état clérical, pour crimes d'agressions sexuelles sur mineurs,.  
Óscar Muñoz est jugé, accusé d’avoir violé ou agressé sexuellement au moins cinq mineurs de 2002 à 2018 dans les villes de Santiago et Rancagua. Il est condamné à 15 ans de prison, en avril 2022 par un tribunal pénal de Santiago,.